# Herb powiatu bielskiego (województwo podlaskie)
Herb powiatu bielskiego – jeden z symboli powiatu bielskiego, ustanowiony 27 stycznia 2010.

## Wygląd i symbolika
Herb przedstawia na tarczy dwudzielnej w pas, w polu górnym, czerwonym orła białego ze złotym dziobem, takimiż łapami i koroną na głowie, w polu dolnym, srebrnym tura czerwonego z rogami i kopytami złotymi. Jest to nawiązanie do herbu województwa podlaskiego (orzeł) oraz herbu Bielska Podlaskiego (tur).